# Rosário Congro Neto
Rosário Congro Neto (Cafelândia, 28 de outubro de 1951), filho de Stênio Congro e Julieta Sallun Congro, é um advogado e político brasileiro, que exerceu o mandato de deputado federal constituinte em 1988. Ingressou na política em novembro de 1976, eleito vereador por Três Lagoas (MS) pela legenda da Aliança Renovadora Nacional (Arena), partido de sustentação ao regime militar que vigorou no Brasil entre 1º de abril de 1964 e 15 de março de 1985. Deixou a carreira política em janeiro de 1991, depois de não concorrer à Câmara dos Deputados em outubro de 1990 para se dedicar às atividades empresarias no âmbito da comunicação.
Depois de concluir a formação como bacharel pela Universidade de Direito de Bauru (SP) em 1976, retornou à cidade de Três Lagoas (MS) para seguir os passos de seu pai e avô ao adentrar na carreira política. Stênio Congro, seu pai, foi vereador em Três Lagoas e presidiu a Câmara Municipal em 1970. Já Rosário Congro, seu avô, foi prefeito da cidade sul-mato-grossense e deputado estadual por Mato Grosso em três legislaturas.
Além da carreira política, Rosário Congro Neto também entrou no âmbito da comunicação. Entre 1977 e 1983, foi vereador em Três Lagoas (MS) e tornou-se presidente da Comissão de Justiça e Redação e membro da Comissão de Educação e Cultura da Câmara Municipal. Em meio a isso, em 1978, tornou-se sócio do Jornal do Povo, de Três Lagoas.
Em 1980, depois de se filiar ao Partido do Movimento Democrático Brasileiro (PMDB), integrou a comissão provisória que instalou o partido em Três Lagoas. Por sua formação como advogado, foi também nomeado delegado junto à Justiça Eleitoral, além de membro do diretório do partido e primeiro-suplente na comissão executiva. Em 1981, acabou eleito vice-presidente do diretório do PMDB em Três Lagoas e conselheiro da Ordem dos Advogados do Brasil (OAB), cargo que exerceu até 1983, quando passou a ser membro do diretório regional do partido.
Depois de ficar apenas como suplente nas eleições para Deputado Federal por Mato Grosso do Sul em novembro de 1982, foi nomeado, em 1983, durante o governo de Wilson Barbosa Martins (1983-1986), secretário de Desenvolvimento Social de Mato Grosso do Sul e membro do Conselho Deliberativo do Fundo de Assistência Social Sul-Mato-Grossense.
Em setembro de 1985, Rosário Congro Neto assumiu o posto de deputado federal substituindo Sérgio Cruz, que se licenciou para disputar a prefeitura de Campo Grande (MS). Posteriormente, em janeiro do ano seguinte, retornou ao posto de suplente com o retorno do titular. O caso se repetiu no pleito de 1986, quando ficou como primeiro suplente e ocupando entre os dias 25 de agosto a 27 de setembro de 1988 o lugar de Válter Pereira.

Dia 6 de outubro de 1988, Rosário Congro Neto reassumiu a cadeira, sendo efetivado em setembro de 1989, com a renúncia de Ruben Figueiró. Deputado Federal Constituinte em 1988, deixou a Câmara dos Deputados em janeiro de 1991 ao escolher não concorrer à reeleição na eleição do ano anterior.